# Lichtgeschmack
Als Lichtgeschmack wird das Fehlaroma von Lebensmitteln bezeichnet, das allein durch die Einwirkung von Tageslicht entsteht. Verursacht wird der Lichtgeschmack durch unterschiedliche, jedoch stets stark riechende, chemische Verbindungen.
Bereits seit 1875 bekannt und gut untersucht ist der Lichtgeschmack bei Bier. Wie man heute weiß, tritt er allein in mit Hopfen versetzten Bieren auf. Das Fehlaroma entsteht durch den in diesen Bieren vorkommenden Hopfenbitterstoff Humulon (= α-Säure). Aus diesem bilden sich beim Würzekochen Iso-Alphasäuren, welche in Würze eine höhere Löslichkeit und eine intensivere Bittere als die α-Säure aufweisen. Bei der Einwirkung von Licht wird radikalisch eine aliphatische Seitengruppe der Isohumulone abgespalten und reagiert mit schwefelhaltigen Würzeinhaltsstoffen zu 3-Methyl-2-buten-1-thiol. Diese Verbindung hat einen sehr niedrigen Geruchsschwellenwert (~7 ng/l) und kann bei Überschreiten dieser Konzentration einen als ranzig beschriebenes Fehlaroma hervorrufen.
Zwar ist der Lichtgeschmack bei Bier auch für Laien leicht festzustellen. Die Stoffmengen der chemischen Reaktionen sind jedoch extrem gering und ein zuverlässiger chemischer Labornachweis gelang erst in den 1990er-Jahren. 
Bei der Milch entsteht der Lichtgeschmack durch den Strecker-Abbau der schwefelhaltigen Aminosäure Methionin. Diese reagiert unter Beteiligung von Riboflavin als Photosensibilisator zu Methional (Methylmercapto-propionaldehyd).
Auch beim Wein und Champagner ist der Lichtgeschmack bekannt, man spricht hier vom Käseln.
Ein einfacher und effizienter Schutz vor der Ausbildung des unerwünschten Lichtgeschmacks ist die Verpackung in lichtundurchlässigen Materialien, bei Getränken in dunklen Flaschen. Noch relativ neu ist die Zugabe von Vanadiumpentoxid zur Glasschmelze. So werden auch Weißglasflaschen undurchlässig für UV-Strahlung, die Bildung des Fehlaromas wird hierdurch unterbunden.

## Belege
1. ↑  Colin Burns u. a.: Mechanism for Formation of Lightstruck Flavor in Beer Revealed by Time-Resolved Electron Paramagnetic Resonance. In: Chemistry. An European Journal, Jg. 7 (2001), Nr. 21, ISSN 0947-6539.